# Acridocarpus longifolius
Acridocarpus longifolius är en tvåhjärtbladig växtart som först beskrevs av George Don jr, och fick sitt nu gällande namn av Joseph Dalton Hooker. Acridocarpus longifolius ingår i släktet Acridocarpus och familjen Malpighiaceae. Inga underarter finns listade i Catalogue of Life.